# 細川亀市
細川 亀市（ほそかわ かめいち、1905年（明治38年）3月2日 - 1962年（昭和37年）4月5日）は日本の法学者、歴史学者。元法政大学教授、元専修大学教授。専門は法制史、社会経済史。

## 略歴
香川県三豊郡麻村（現三豊市）に生まれる。1928年3月、法政大学専門部第二部政治経済科卒業。
1933年から法政大学で法制史を講義し、1936年に教授に就任する。1945年、『日本獄制史論』で法政大学から法学博士の学位を授与される。
1947年に公職追放されるが、1951年に解除される。1955年、専修大学教授に就任する。

## 著書
- 『明治初年の一向一揆』（和同社、1929）
- 『日本寺院經濟史論 中世寺領の研究』（啓明社、1930）
- 『日本原始共産体の研究』（白揚社、1931）
- 『農奴社会史考』（白東社、1932）
- 『日本寺領庄園経済史』（白揚社、1932）
- 『日本上代仏教の社会経済』（白揚社、1932）
- 『日本佛敎経済史論考』（白東社、1933）
- 『日本中世寺院法總論』（大岡山書店、1933）
- 『寺領庄園の研究』（東方書院、1934）
- 『上代貨幣経済史』（森山書店、1934）
- 『日本経済史の諸問題』（叢文閣、1935）
- 『寺社領庄園制度史』（東学社、1936）
- 『日本固有法研究』（南郊社、1936）
- 『日本政治史』（南郊社、1937）
- 『隣保制度史』（白揚社、1939）
- 『日本固有法の展開』（巌松堂、1939）
- 『日本法制史要講』（時潮社、1941）
- 『鎌倉幕府と江戸幕府』（日本放送出版協会、1941）
- 『近代日本外交史研究』（時潮社、1942）
- 『日本法制史大綱』（時潮社、1943）
- 『日本法理叢書 第20輯・第21輯・第22輯』（日本法理研究会、1943）
- 『日本固有法の精神』（大日本雄弁会講談社、1943）
- 『日本法の制度と精神-史的研究』（青葉書房、1944）
- 『日本近代法制史』（有斐閣、1961）